# St. Sebastian (Berlin)

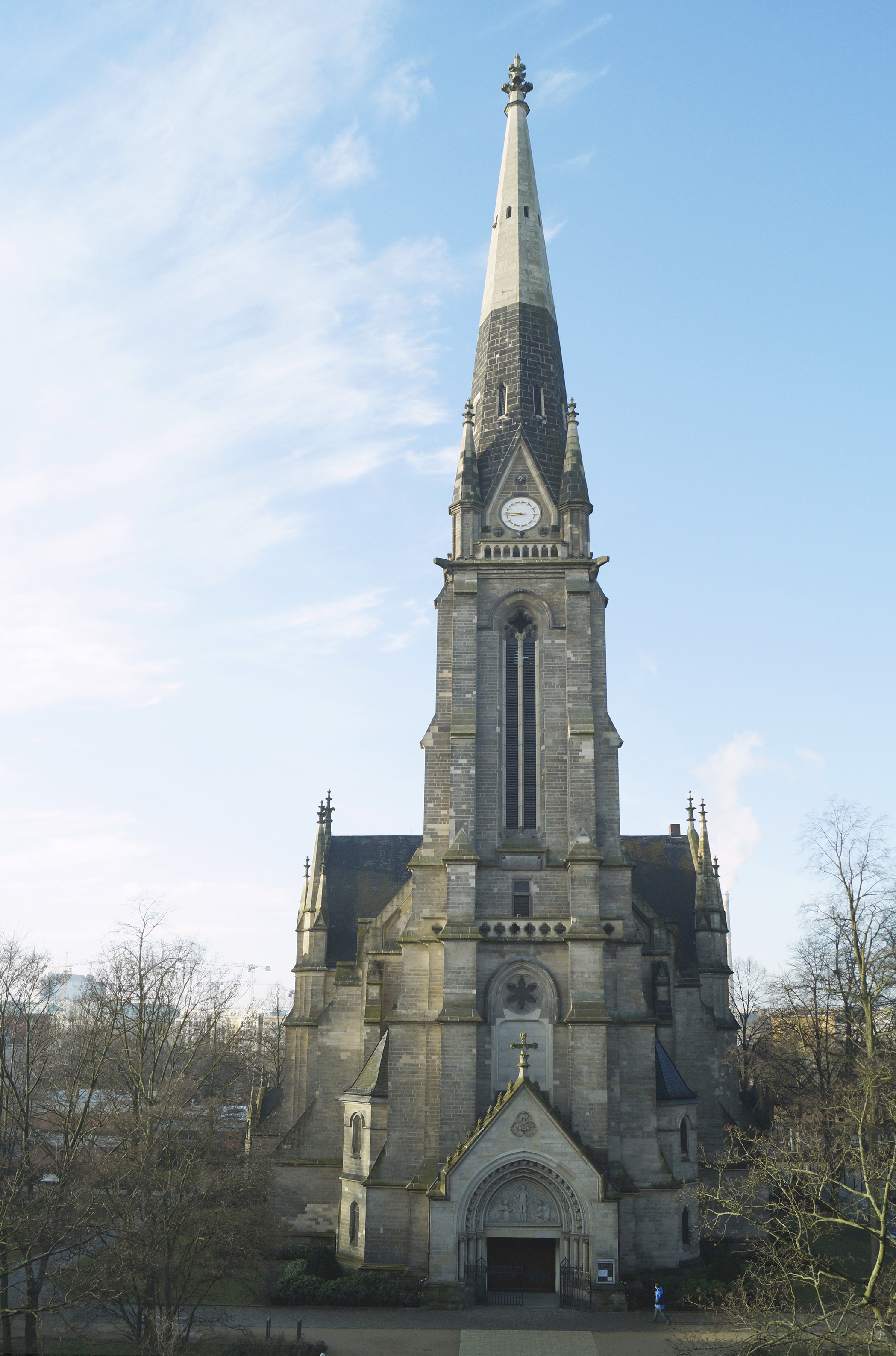
St. Sebastian, Sicht von der Ackerstraße

St. Sebastian (auch kurz Sebastiankirche genannt) am Gartenplatz in Berlin-Gesundbrunnen ist eine römisch-katholische Kirche in Berlin. Sie wurde in den Jahren 1890–1893 im neogotischen Stil erbaut und ursprünglich für 1000 Sitz- und 3000 Stehplätze konstruiert. In der heutigen Gestaltung hat sie etwa 600 Sitzplätze und wird gemeinsam von der Gemeinde St. Sebastian und der kroatischsprachigen Gemeinde Berlins genutzt. Der Sakralbau ist denkmalgeschützt. Zum 1. Januar 2019 wurde die Pfarrei als pastoraler Raum im Erzbistum Berlin mit den fünf vormaligen Pfarreien St. Aloysius, St. Joseph, St. Paulus, St. Petrus und St. Laurentius mit der Filialkirche St. Ansgar zur neuerrichteten Pfarrei St. Elisabeth zusammengeführt. Damit ist St. Elisabeth die erste Pfarrei neuen Typs im Erzbistum Berlin, die den Prozess „Wo Glauben Raum gewinnt“ durchlaufen hat.

## Geschichte
Seit 1773 stand den in Berlin lebenden Katholiken die Sankt-Hedwigs-Kathedrale zur Verfügung. Ihre Zahl wuchs während der Industrialisierung des Berliner Raums im 19. Jahrhundert durch Zuwanderer aus den Ostprovinzen Preußens so stark an, dass am 1. Januar 1861 die Gemeinde St. Sebastian gegründet werden konnte. Sie ging zurück auf die seit Ende des 18. Jahrhunderts bestehende katholische Gemeinde des Invalidenhauses und war nach der zeitgleichen Eingemeindung Weddings und Gesundbrunnens die zweite katholische Gemeinde Berlins. Die Gottesdienste wurden weiterhin in der von Friedrich II. 1748 gestifteten St.-Sebastians-Kapelle des Invalidenhauses gehalten, da für den Bau einer eigenen Kirche erst noch die nötigen Mittel beschafft werden mussten.
Im Jahr 1890 wurde auf dem Gartenplatz, der noch bis 1837 als Hinrichtungsstätte (Galgenplatz) gedient hatte, nach einem Entwurf des Architekten Max Hasak eine neogotische Kirche nach dem Muster der Elisabethkirche in Marburg gebaut. Es ist der Ort, wo die letzte öffentliche Hinrichtung Berlins stattfand. Charlotte Sophie Henriette Meyer wurde am 2. März 1837 durch Rädern hingerichtet. Zuvor hatte man sie, da sie sich widersetzte, mit einer Kuhhaut zur Richtstätte geschleift. Noch im selben Jahr wurde ihr Fall in einem Gedichtband veröffentlicht, und einer Berliner Legende nach spukt sie seither als Geist rund um die Sebastianskirche. Der Bau eines eigenen Gotteshauses war für die Gemeinde dringend geworden, da ab der Mitte des 19. Jahrhunderts auch katholische Arbeiterfamilien aus der Rheinprovinz zugezogen waren. Die Kirchweihe erfolgte am 26. Juni 1893 durch Fürstbischof Georg von Kopp von Breslau.
Der Kirchenmusiker Carl Thiel wirkte von der Anfangszeit der Gemeinde bis 1910 als Organist und Chorleiter.
Durch die stetige Zunahme der Bevölkerung am Industriestandort Gesundbrunnen hatte die Gemeinde nach der Wende zum 20. Jahrhundert 50.000 Mitglieder, sodass schon in den ersten Jahren mehrere Tochtergemeinden ausgepfarrt wurden.
Am 16. November 1943 wurde der wenige Tage zuvor auf dem Transport ins Konzentrationslager verstorbene Dompropst Bernhard Lichtenberg von St. Sebastian aus zu Grabe getragen. 185 Geistliche und Tausende Gläubige begleiteten den Trauerzug zum Alten Domfriedhof von St. Hedwig in der Liesenstraße.
Ein Luftangriff der Alliierten auf Berlin zerstörte am 22. November 1943 die Kirche durch Brandbomben. Die Feuerwehren des benachbarten Stettiner Bahnhofs und der AEG wurden von den Behörden am Löschen gehindert, sodass die Kirche in drei Tagen ausbrannte.
Nach dem Ende des Zweiten Weltkriegs fanden die Gottesdienste zunächst im Freien statt, erst 1946 wurde mit dem Wiederaufbau des Kirchengebäudes begonnen, der 1950 vollendet war. Bis 1963 war die Sebastiankirche Ersatz für die in Ost-Berlin noch nicht wieder aufgebaute Hedwigskathedrale. So wurden die Berliner Bischöfe Wilhelm Weskamm (1951) und Julius Döpfner (1957) in der Sebastiankirche inthronisiert, Konrad Kardinal von Preysing (1950) und Wilhelm Weskamm (1956) von ihr aus zu Grabe getragen. Der Bau der Berliner Mauer am 13. August 1961 zerschnitt die Gemeinde und drängte die Kirche in eine geografische Randlage. Der Abriss der Mietskasernen und Neubau moderner Hochhäuser im Viertel führte in den 1970er Jahren zu vielen Weg- aber auch Zuzügen.
Nach dem Mauerfall fand 1990–1993 anlässlich des hundertjährigen Kirchenjubiläums eine neue Renovierung statt.

## Architektur

### Äußeres

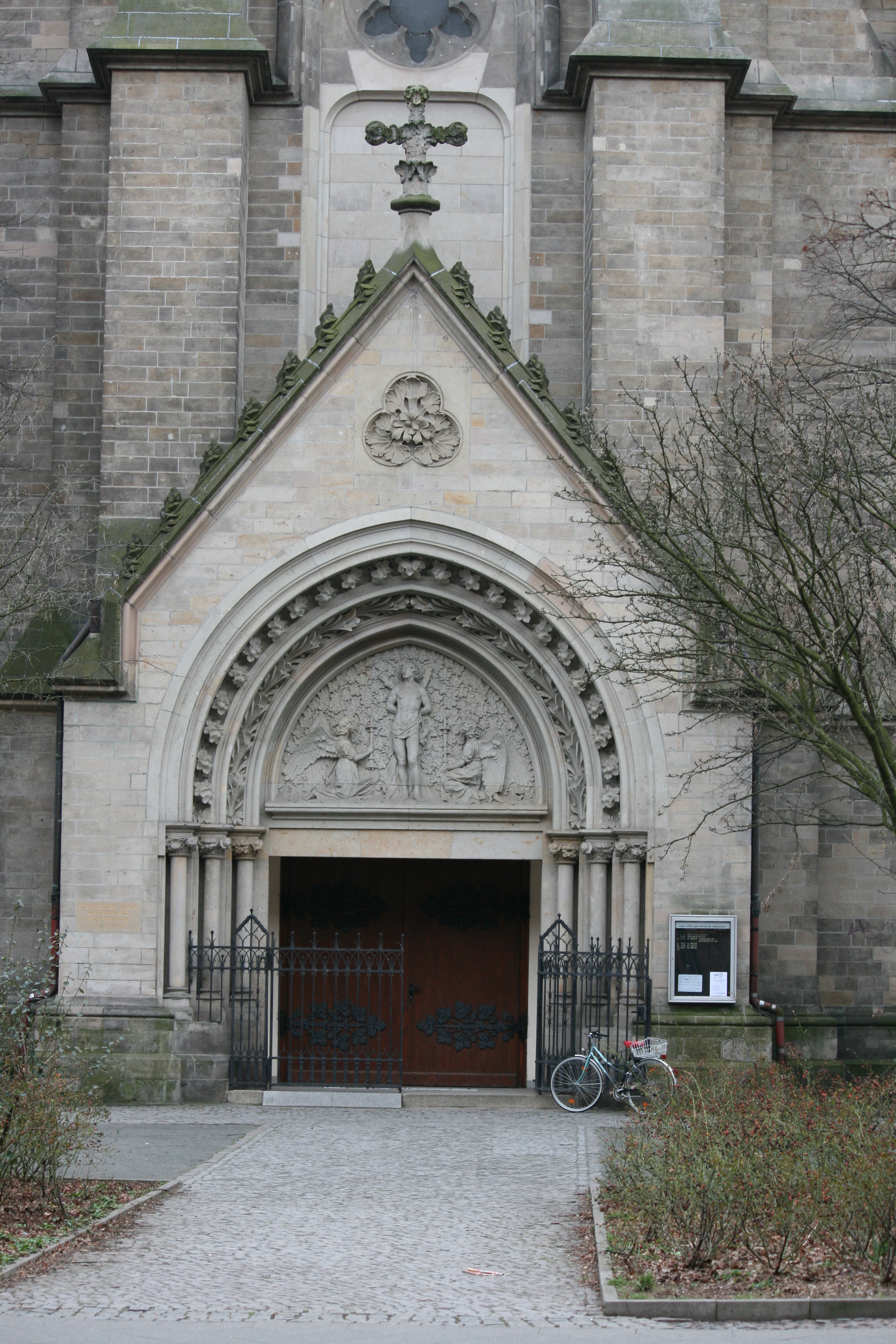
Haupteingang

Das Gotteshaus ist eine südwestlich ausgerichtete Saalkirche mit einem kreuzförmigen Grundriss, ihre Fassade wurde mit Sandstein verkleidet. Das Hauptschiff ist 21–23 Meter hoch, in den beiden Seitenschiffen befinden sich je drei Seitenkapellen. Das Sternkreuzgewölbe hat eine Spannung von 16,5 Meter.
Der 87 Meter hohe quadratische Turm ist mit einem gemauerten Spitzhelm abgeschlossen. Am Turm fällt das Steinbild eines Krebses auf, mit dem an die stattliche Spende eines Gemeindemitglieds mit dem Namen Krebs zum Bau des Kirchengebäudes erinnert wurde. Der bereitgestellte Betrag reichte für den Bau des Daches und ein Stück des Turmes.
Als Fassadenschmuck dient eine Rosette am Querhausgiebel und über dem Hauptportal ein Relief des heiligen Sebastian aus der Werkstatt des Bildhauers Nikolaus Geiger.
Den Hauptzugang in das Kircheninnere bildet ein repräsentatives Gewändeportal. Im Tympanon finden sich Darstellungen von Christus und von betenden Engeln, ebenfalls von Geiger gefertigt.

### Inneres

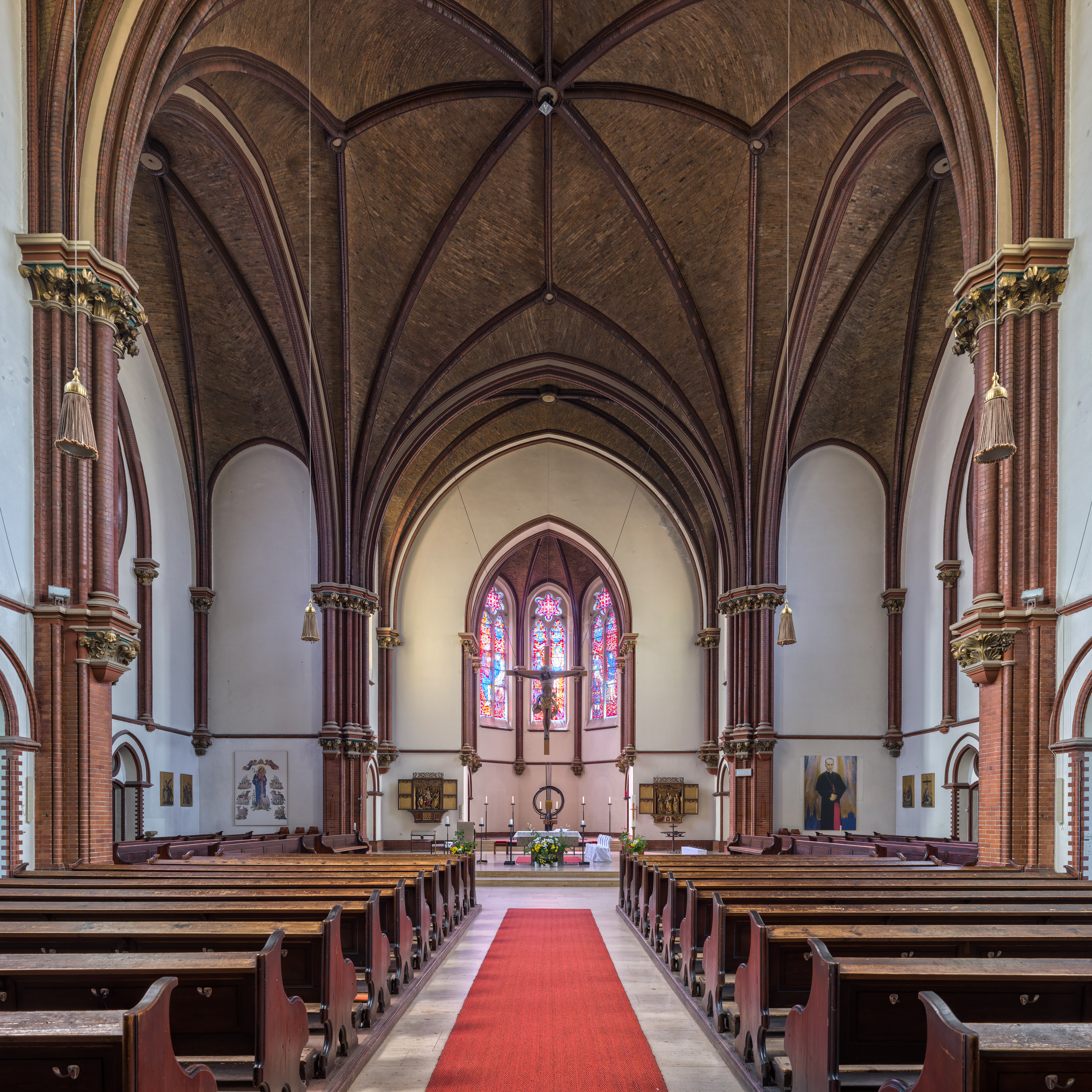
Innenraum der Kirche, Blick vom Haupteingang in Richtung Altar

Ein Rippengewölbe aus Backstein stützt und gliedert das Kircheninnere. Nach innen gezogene Strebebögen trennen drei Langhauskapellen ab, über denen schlichte Lanzettfenster Licht in die Kirche fallen lassen.
Beiderseits des Chores befinden sich symmetrische Anbauten – die Sakristei und ein Nebenraum.
Die bunten Chorfenster fertigte die Linnicher Kunstanstalt von Oidtmann & Co. Der Holzbildhauer Gustav Kuntzsch, Wernigerode, schuf die Altäre und das Gehäuse für die von den Gebrüdern Dinse in Berlin gelieferte Orgel.

## Ausstattung
Bemerkenswert sind die drei Schnitzfiguren am rechten Seitenaltar. Sie sind im spätgotischen Stil ausgeführt, bilden die ältesten Ausstattungsstücke und werden einer westfälischen Schnitzschule zugeordnet. Als Pendant ist der Sebastiansaltar am linken Seitenaltar anzusehen, er entstand in den 1930er Jahren als Nachschöpfung eines früheren Altars.
1929 wurden der Hochaltar errichtet und die Kirche ausgemalt. Im Zusammenhang mit der Liturgiereform wurde das Kircheninnere 1973/1974 nach Plänen von Hubert Vogel vereinfacht: In die Vierung kam eine Altarinsel, an die Stelle des Hochaltars trat der Tabernakel. Tabernakel, Ambo und Gestühl sind Werke des Kunstschmieds Bergmeister aus Ebersberg. Eine erste Renovierung wurde vorgenommen.
In der Taufkapelle werden vier Evangelisten-Medaillons aufbewahrt, die um das Jahr 1900 von Geiger für die Kanzel angefertigt worden waren.